# Provincia de Valderrama
Valderrama es una de las 15 provincias del departamento de Boyacá, Colombia. Se encuentra situada en la zona nororiental. Está conformada por 7 municipios, siendo Socha su capital provincial. Su nombre proviene del nombre de un hombre (Antonio Valderrama) que se destacó por su generosidad con el ejército de Bolívar, que al pasar por Tasco le regaló 500 caballos y hospedaje.

## Límites
Valderrama limita con:
- Norte con la Provincia del Norte y Provincia de Gutiérrez
- Sur con la Provincia de Sugamuxi y Provincia de La Libertad
- Este con el Departamento del Casanare
- Oeste con la Provincia de Tundama y con la Provincia de Sugamuxi

## Municipios
El primer código postal pertenece a la zona urbana y el segundo a la zona rural.
| Insignia | Nombre     | Área (km²) | Habitantes | Altitud (m s. n. m.) | Año de fundación | Código postal |
| -------- | ---------- | ---------- | ---------- | -------------------- | ---------------- | ------------- |
|          | Betéitiva  | 123 km²    | 2.047      | 2570                 | 1556             | 150610,150617 |
|          | Chita      | 748 km²    | 8.317      | 2949                 | 1727             | 151601,151607 |
|          | Jericó     | 179 km²    | 4.133      | 3100                 | 1821             | 150840,150847 |
|          | Paz de Río | 116 km²    | 4.472      | 2213                 | 1934             | 150680,150687 |
|          | Socotá     | 600 km²    | 7.627      | 2380                 | 1602             | 151620,151627 |
|          | Socha      | 264 km²    | 8.432      | 2667                 | 1540             | 151640,151647 |
|          | Tasco      | 167 km²    | 6.170      | 2530                 | 1577             | 151660,151667 |
|          | Total      | 2.197 km²  | 41.198     | -                    | -                | -             |